# كييتا ناكامورا
كييتا ناكامورا (باليابانية: 中村K太郎؛ بالكانا: なかむら けいたろう) هو فنان قتال مختلط ياباني، ولد في 22 مايو 1984 في كاتسوشيكا في اليابان.

## وصلات خارجية
- كييتا ناكامورا على موقع يو إف سي (الإنجليزية)
- كييتا ناكامورا على موقع بيلاتور (الإنجليزية)
- كييتا ناكامورا على موقع شيردوغ (الإنجليزية)
- كييتا ناكامورا على موقع IMDb (الإنجليزية)
- كييتا ناكامورا على موقع قاعدة بيانات الفيلم (الإنجليزية)